# OGG1
OGG1 (англ. 8-oxoguanine DNA glycosylase) – білок, який кодується однойменним геном, розташованим у людей на короткому плечі 3-ї хромосоми. Довжина поліпептидного ланцюга білка становить 345 амінокислот, а молекулярна маса — 38 782.
| 10         |  | 20         |  | 30         |  | 40         |  | 50         |
| ---------- |  | ---------- |  | ---------- |  | ---------- |  | ---------- |
| MPARALLPRR |  | MGHRTLASTP |  | ALWASIPCPR |  | SELRLDLVLP |  | SGQSFRWREQ |
| SPAHWSGVLA |  | DQVWTLTQTE |  | EQLHCTVYRG |  | DKSQASRPTP |  | DELEAVRKYF |
| QLDVTLAQLY |  | HHWGSVDSHF |  | QEVAQKFQGV |  | RLLRQDPIEC |  | LFSFICSSNN |
| NIARITGMVE |  | RLCQAFGPRL |  | IQLDDVTYHG |  | FPSLQALAGP |  | EVEAHLRKLG |
| LGYRARYVSA |  | SARAILEEQG |  | GLAWLQQLRE |  | SSYEEAHKAL |  | CILPGVGTKV |
| ADCICLMALD |  | KPQAVPVDVH |  | MWHIAQRDYS |  | WHPTTSQAKG |  | PSPQTNKELG |
| NFFRSLWGPY |  | AGWAQAVLFS |  | ADLRQSRHAQ |  | EPPAKRRKGS |  | KGPEG      |

A: Аланін

C: Цистеїн

D: Аспарагінова кислота

E: Глутамінова кислота

F: Фенілаланін

G: Гліцин

H: Гістидин

I: Ізолейцин

K: Лізин

L: Лейцин

M: Метіонін

N: Аспарагін

P: Пролін

Q: Глутамін

R: Аргінін

S: Серин

T: Треонін

V: Валін

W: Триптофан

Кодований геном білок за функціями належить до ліаз, гідролаз, глікозидаз. 
Задіяний у таких біологічних процесах як пошкодження ДНК, репарація ДНК, поліморфізм, альтернативний сплайсинг. 
Локалізований у ядрі, мітохондрії.